# 埼玉県農業技術研究センター久喜試験場

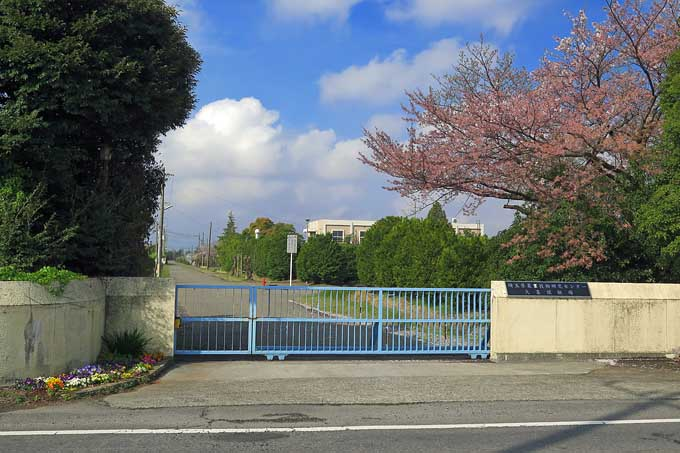
久喜試験場正門（2015年4月）

埼玉県農業技術研究センター久喜試験場（さいたまけんのうぎょうぎじゅつけんきゅうせんたーくきしけんじょう）は、埼玉県立の農業試験場である埼玉県農業技術研究センターの久喜市に所在する試験場である。

## 概要
当試験場はもとは埼玉県園芸試験場（さいたまけんえんげいしけんじょう）、通称埼玉園試（さいたまえんし）といい園芸作物の品種育成、営農技術などの研究開発を担っていたが、組織改編と施設再編を経て現在は果樹（主にナシやブドウなど）の試験研究開発を行う果樹担当と、統合環境制御システムを導入したトマト栽培の技術実証・普及を行う次世代技術実証普及担当、関係各所との連携・技術普及・普及指導員の育成に関わる研修を行う農業革新支援担当（果樹）が置かれている。農林総合研究センター園芸研究所時代の設置目的は「園芸作物の品種の育成及び選定を行う」・「園芸作物の営農技術及び商品化に関する研究開発を行う」・「園芸作物に関する研究開発等を行う」とされていた。
設置された経緯として、1955年（昭和30年）頃から関係団体より園芸専門の総合試験場の設置を望む声が上がり、1956年（昭和31年）には埼玉県議会においても設置の議論が行われていた。園芸振興審議会では1961年（昭和36年）に「本県農業に占める果樹園芸の比重は、今後非常に高くなることが予想されるので、そ菜・果樹を専門とする試験研究機関を独立強化する必要がある」との答申が行われた。こうした流れもあり、埼玉県は当時専門別に設置されていた試験場を統合・組織改編し総合試験場にしようと考え、上尾市に設置されていた農業試験場を熊谷市の玉井支場（現：玉井試験場、水稲育種担当・水田高度利用担当が設置されている）へと移転したが、園芸関係者の要望があり園芸部は独立分離され、「園芸試験場」として南埼玉郡久喜町（現：久喜市）に設置されることとなった。これを受け1963年（昭和38年）に13haの用地買収が行われている。現在地の庁舎が整備されるまでは1965年（昭和40年）8月より旧清久中学校の校舎を改修し仮庁舎として上尾市の旧農業試験場から移転してきていたが、1967年（昭和42年）に開場式が現在地で行われ、以降順次「講堂・研修館」・「作業室」・「ガラス室」・「ビニールハウス」が整備されていった。この発足当時の組織は庶務部・そ菜花き部・果樹部・科学部・病虫部および越谷支場・入間川支場・秩父支場が置かれ、職員数は66名が配置されていた。この後、越谷支場は1967年（昭和42年）に、秩父支場は1968年（昭和43年）に廃止となった。1971年（昭和46年）には330㎡の温室が建設され、700種を数える熱帯植物が集められていた。なお、上尾市に所在した旧農業試験場の場所は1967年（昭和42年）に行われた埼玉国体の主競技場となった。

## 沿革
- 1921年（大正10年） - 埼玉県立農事試験場に越谷園芸部（現・越谷市）を設置。
- 1930年（昭和5年） - 同じく入間川園芸部（現・狭山市）を設置。
- 1950年（昭和25年） - 埼玉県立農事試験場は埼玉県農業試験場と改称。
- 1965年（昭和40年）11月 - 埼玉県農業試験場園芸部を埼玉県園芸試験場として独立。 本場を南埼玉郡久喜町（現・久喜市）とし、越谷支場（1967年廃止）、入間川支場（1982年廃止）、秩父支場（1968年廃止）がそれぞれ設置される。
- 1967年（昭和42年）5月 - 埼玉県組織規則の改正により越谷支場が廃止される。
- 1968年（昭和43年）3月 - 埼玉県組織規則の改正により秩父支場が廃止される。
- 1974年（昭和49年） - 埼玉県花植木センター（現・深谷市）を設置。
- 1982年（昭和57年）3月 - 埼玉県組織規則の改正により入間川支場が廃止される。
- 同年4月 - 鶴ヶ島市に鶴ヶ島洪積畑支場が設置される。
- 1986年（昭和61年）3月 - 埼玉県組織規則の改正により化学部および病虫部が廃止される。
- 同年4月 - 生物工学研究部、園芸環境部が設置される。
- 2000年（平成12年）4月 - 農業関連の試験研究機関が埼玉県農林総合研究センター（本所・熊谷市）に統合され、その園芸支所（久喜市）および植木支所（深谷市）となる。
- 同年8月 - 農林総合研究センター本所（熊谷市）より園芸支所内に農産物安全性担当が移転される。
- 2001年（平成13年）4月 - 生物機能担当が園芸支所より共通部門に移管される。
- 2003年（平成15年）4月 - 園芸支所を園芸研究所と改称し、植木支所（深谷市・2006年本所へ統合）が移管される。
- 2009年（平成21年）4月 - 生産環境担当が本所病害虫防除技術担当へ統合される。
- 2015年（平成27年）4月 - 農林総合研究センターの改組により埼玉県農業技術研究センター久喜試験場となる。
- 2017年（平成29年） - 次世代技術実証・普及センターが設置される。

## 所在地
- 〒346-0037 - 埼玉県久喜市六万部91

## アクセス
- 久喜駅西口より久喜市内循環バス「六万部・北中曽根循環」に乗車、「園芸研究所前」にて下車すぐ。（乗車約18分、運賃100円・1日乗車券200円。日曜・祝日運休）[3]
- 久喜駅西口よりタクシーにて約15分。
- 東北自動車道久喜インターチェンジより車にて約10分。